# Radość z Szatana

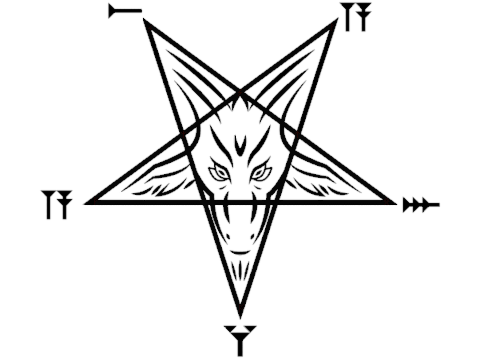
Jeden z głównych symboli „Radości Szatana”

Radość z Szatana lub Joy of Satan (JoS) jest stroną internetową i zachodnią organizacją ezoteryczną założoną w 2002 roku przez Maxine Dietrich (Andrea Maxine-Dietrich). Joy of Satan głosi „duchowy satanizm” lub „teistyczny satanizm”, ideologię prezentującą syntezę satanizmu teistycznego, nazizmu, pogaństwa, zachodniej ezoteryki, teorii spiskowych i ufologicznych wierzeń, podobnych do tych co zostały spopularyzowane przez Zecharię Sitchina i Davida Icke.

## Wierzenia
Członkowie wierzą, że Szatan jest „prawdziwym ojcem i Bogiem stwórcą ludzkości”, który pragnie, aby jego dzieło, ludzkość, doskonaliło się poprzez wiedzę i zrozumienie. Głoszą, że bóg judeochrześcijański, a także islamski, jest w rzeczywistości złym wrogiem ludzkości, który współpracuje z Żydami.
Radość Szatana głosi, że demony w rzeczywistości są pogańskimi bogami, którzy stworzyli ludzkość.
Byli oni tematem poważnych kontrowersji ze względu na swoje antysemickie przekonania i związek z byłym przewodniczącym Narodowego Ruchu Socjalistycznego, amerykańskiej organizacji neonazistowskiej.

## Działalność
Jednym z zagranicznych oddziałów Joy of Satan jest również polski oddział.